# シャーロック (小惑星)
シャーロック (5049 Sherlock) は、小惑星帯の小惑星である。1981年11月2日にアリゾナ州フラッグスタッフのローウェル天文台において、エドワード・ボーエルによって発見された。
アーサー・コナン・ドイルの小説に登場する探偵シャーロック・ホームズにちなんで命名された。